# 日本の企業一覧 (その他金融)
日本の企業一覧(その他金融)（にほんのきぎょういちらん そのたきんゆう）は、「証券コード協議会」が定める業種区分に基づき「その他金融」とされる日本の企業の一覧。

## ア行
- アース→RHインシグノ
- RHインシグノ→リラエンタープライズ（札証・8514）
- 愛銀ディーシーカード
- アイ・パートナーズフィナンシャル（東証グロース・7345）
- アイフル（東証プライム・8515）
- あおぎんディーシーカード
- アクリーティブ（東証1・8423）
- アコム（東証スタンダード・8572）
- アサックス（東証スタンダード・8772）
- アジア・アライアンス・ホールディングス→アジア開発キャピタル
- アジア開発キャピタル（東証スタンダード・9318）
- あしぎんディーシーカード→あしぎんカード
- アプラスフィナンシャル（東証1・8589）
- アプレック→中小企業信用機構→ジャパンファイナンシャルソリューションズ
- アルヒ（東証プライム・7198）
- 阿波銀カード
- 阿波銀リース
- あんしん保証（東証スタンダード・7183）
- イー・ギャランティ（東証プライム・8771）
- イオンフィナンシャルサービス（東証プライム・8570）
  - イオンクレジットサービス（東証1・8570）
- イッコー→Jトラスト
- いばぎんカード
- いよぎんディーシーカード
- いわぎんディーシーカード
- インター (貸金業者)（大証2・8493）
- イントラスト（東証スタンダード・7191）
- AIフュージョンキャピタルグループ
  - フューチャーベンチャーキャピタル
- SFCG（東証1・8597）
- SMBCコンシューマーファイナンス
- SMBCベンチャーキャピタル
- SBIホールディングス（東証プライム・8473）
- エヌ・アイ・エフSMBCベンチャーズ→大和SMBCキャピタル→大和企業投資・SMBCベンチャーキャピタル
- NECキャピタルソリューション（旧NECリース）（東証プライム・8793）
- NTTファイナンス（旧NTTリース）
- FFGカード
- MFS（東証グロース・196A）
- オーエムシーカード→セディナ
- Oak キャピタル（東証スタンダード・3113）
- 大阪証券金融（東証1・8512）→日本証券金融
- 大阪証券取引所（JASDAQ・8697）
- オリエントコーポレーション（東証プライム・8585）
- オリカキャピタル（大証2・3570）
- オリックス (企業)（東証プライム・8591）

## カ行
- Casa (企業)（東証スタンダード・7196）
- かいぎんカード
- ぎふぎんカード→十六ディーシーカード
- 九州カード
- 九州リースサービス（東証スタンダード・8596）
- 紀陽カード
- 紀陽カードディーシー
- 京都クレジットサービス
- 協同クレジットサービス→UFJニコス→三菱UFJニコス
- 共立クレジット
- クオンツ（JASDAQ・6811）
- グラウンドファイナンシャルアドバイザリー→GFA
- クレディア（東証1・8567）
- クレディセゾン（東証プライム・8253）
- 興銀リース→みずほリース

## サ行
- 西京カード→MIRAI
- さくらパートナー→RHインシグノ
- 札幌北洋カード
- 三洋信販（東証1・8573）
- 三洋電機クレジット（東証1・8565）→GE三洋クレジット
- GE三洋クレジット
- GFA（東証スタンダード・8783）
- Jトラスト（東証スタンダード・8508）
- JPNホールディングス（JASDAQ・8718）
  - ジェーピーエヌ債権回収（ヘラクレス・8774）
- ジェイ・ブリッジ→アジア・アライアンス・ホールディングス→アジア開発キャピタル
- ジェイリース（東証プライム・7187）
- 滋賀ディーシーカード
- 静銀カード
- 清水カードサービス
- ジャックス (信販)（東証プライム・8584）
- ジャパンファイナンシャルソリューションズ
- ジャパンワランティサポート（東証グロース・7386）
- ジャフコ グループ（東証プライム・8595）
- シンキ（東証1・8568）
- 住商リース（東証1・8592）→三井住友ファイナンス&リース
- 住信リース（東証1・8432）→住信・パナソニックフィナンシャルサービス→三井住友トラスト・パナソニックファイナンス
- 十六カード
- 常陽クレジット
- しんわディーシーカード→FFGカード
- セディナ（東証1・8258）
- 仙銀カード
- センチュリー・リーシング・システム→東京センチュリーリース→東京センチュリー
- セントラルファイナンス（東証1・8588）→セディナ
- 全保連（東証スタンダード・5845）

## タ行
- 大東クレジットサービス
- たいこうカード
- ダイヤモンドリース→三菱HCキャピタル
- 第四ディーシーカード
- 第四北越ジェーシービーカード
- 大和SMBCキャピタル（JASDAQ・8458）→大和企業投資（→大和キャピタル・ホールディングス）・SMBCベンチャーキャピタル
- 大和キャピタル・ホールディングス
  - 大和企業投資
- 武富士（東証1・8564）
- ディーアイ
- ディーシーカード→三菱UFJニコス
- ちばぎんディーシーカード
- 中央三井カード→三井住友トラスト・カード
- 中京カード
- 中小企業信用機構（JASDAQ・8489）→ジャパンファイナンシャルソリューションズ
- 中部証券金融（名証2・8513）
- 東京海上日動カードサービス→東京海上日動ファイナンス
- 東京センチュリー（旧東京センチュリーリース）（東証プライム・8439）
- 東京リース（東証1・8579）→東京センチュリーリース→東京センチュリー
- 東和カード
- とちぎんカード・サービス
- 富山ファースト・ディーシー
- トライハード・インベストメンツ

## ナ行
- 中道リース（札証・8594）
- 名古屋エム・シーカード
- 南都ディーシーカード
- ニッシン債権回収（東証マザーズ・8426）→ブルーホライゾン債権回収
- NISグループ（東証2・8571）
- 日通キャピタル
- 日本アジア投資（東証スタンダード・8518）
- ニッポンインシュア（東証スタンダード・5843）
- 日本証券金融（東証プライム・8511）
- 日本保証
- 日本モーゲージサービス（東証スタンダード・7192）
- 日本リビング保証（東証グロース・7320）
- ネットプロテクションズホールディングス（東証プライム・7383）

## ハ行
- 八十二カード
- 百五カード
- 百十四ディーシーカード
- ひろぎんディーシーカード→ひろぎんカードサービス
- ファミリーカード→FFGカード
- フィデアカード
- フィデック→アクリーティブ
- フィンテックグローバル（東証スタンダード・8789）
- プリヴェ企業投資ホールディングス（東証2・6720）→プリヴェ企業再生グループ
- ブルーホライゾン債権回収
- プレミアグループ（東証プライム・7199）
- プロミス（東証1・8574）→SMBCコンシューマーファイナンス
- 福井ディーシーカード→福井カード
- 芙蓉総合リース（東証プライム・8424）
- 北都カードサービス→フィデアカード
- ポケットカード（東証1・8519）

## マ行
- MAGねっとホールディングス（JASDAQ・8073）
- みずほリース（東証プライム・8425）
- 三井住友ファイナンス&リース
- 三井住友トラスト・カード
- 三井住友トラスト・パナソニックファイナンス
- みちのくカード
- 三菱UFJニコス（東証1・8583）
- 三菱HCキャピタル（東証プライム・8593）
- MIRAI

## ヤ行
- やまぎんディーシー→やまぎんカード
- やまぎんディーシーカード→やまぎんカードサービス
- 山梨中銀ディーシーカード
- UFJセントラルリース（東証1・8599）→三菱UFJリース
- UFJニコス→三菱UFJニコス
- UCS（JASDAQ・8787）
- ユニコ・コーポレーション（JASDAQ・8569）

## ラ行
- リコーリース（東証プライム・8566）
- リサ・パートナーズ（東証1・8924）
- りゅうぎんディーシー
- 菱信ディーシーカード
- リラエンタープライズ
- ロプロ（東証1・8577）→日本保証

## ワ行
- 和歌山銀カード→紀陽カードディーシー